# Oliver Kovačević
Pour les articles homonymes, voir Kovačević.
Oliver Kovačević (en serbe en écriture cyrillique : Оливер Ковачевић), né le 29 octobre 1974, est un footballeur serbe. Il jouait au poste de gardien de but, pour le CSKA Sofia notamment.

## Carrière

### En club
- 2006-2007 : FK CSKA Sofia -  Bulgarie

### En équipe nationale
Il a honoré sa première cape internationale le 8 juin 2005 contre  l'équipe d'Italie.
Kovačević a participé à la coupe du monde 2006 avec l'équipe de Serbie-et-Monténégro. Il était le deuxième choix du sélectionneur au poste de gardien de but.

## Palmarès
- 3 sélections en équipe nationale (Serbie-et-Monténégro).